# Promachus lemur
Promachus lemur är en tvåvingeart som beskrevs av Stanley Willard Bromley 1931. Promachus lemur ingår i släktet Promachus och familjen rovflugor.
Artens utbredningsområde är Madagaskar. Inga underarter finns listade i Catalogue of Life.